# Dugóhúzó (repülés)
A dugóhúzó a repülőgép egyik szárnyának olyan mértékű sebességvesztése (átesés), hogy az átesett szárnyon a felhajtóerő termelése megszűnik, a repülőgép autorotációs pörgésbe kezd, vagyis nagyon szűk sugarú, önmagát fenntartó helikális pályára áll. A gép a föld felé zuhanása közben nem a hossztengelye mentén kezd forgásba (ha a hossztengelye körül forog és függőlegesen zuhan, az a zuhanóspirál). Dugóhúzóban a sebesség állandósul, ezért előfordulhat, hogy a kivételhez a repülőgépet gyakorlatilag zuhanás közben is gyorsítani kell. Zuhanóspirálban a repülőgép sebessége növekszik, ez teszi igazán veszélyessé.

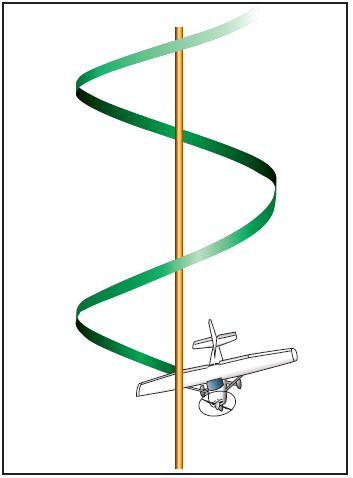
Dugóhúzó

Ez a sebességvesztés leggyakrabban fordulóban következik be, mert a belső, a forduló középpontja felé eső szárnyfél sebessége mindig kisebb. Ha a belső szárnyfél sebessége a kritikus sebesség alá csökken, akkor arról az áramlás leválik, a felhajtóerő termelése megszűnik. A műszerek közül az elfordulásjelző lapátja befelé, a keresztdőlés-mérő golyója kifelé tér ki. A sebességét vesztett szárnyfél a forgó mozgás középpontja felé néz, de forgásközéppontja a szárnyvégen túl, azon kívül van. A repülőgép egy henger palástján mozog, a hossztengelye ferdén lefelé mutat. A pörgés általában – ha nem veszik ki a repülőgépet a „dugóból” – kilaposodik.
Többféle dugóhúzó létezik: meredek dugóhúzó, lapos dugóhúzó, háton dugóhúzó, háton lapos dugóhúzó stb. Dugóhúzóból a repülőgép kivezetése a normál repülésnél megszokottól eltérő kormánymozdulatokkal történik. Lapos dugóhúzóból a kivétel sokkal nehezebb, mint meredek dugóhúzóból. Meredek dugóhúzóban vitorlázó repülőgép 150–200 m, könnyű, motoros sportrepülőgép 300–500 m, sugárhajtású vadászrepülőgép akár 5000–8000 m magasságot is veszíthet egy perdület alatt. Lapos dugóhúzónál a magasságvesztés perdületenként kisebb.